# Narcisse Diaz
Narcisse Virgilio Díaz de la Peña (Bordeaux, 25 agosto 1807 – Mentone, 18 novembre 1876) è stato un pittore francese della scuola di Barbizon.

## Biografia

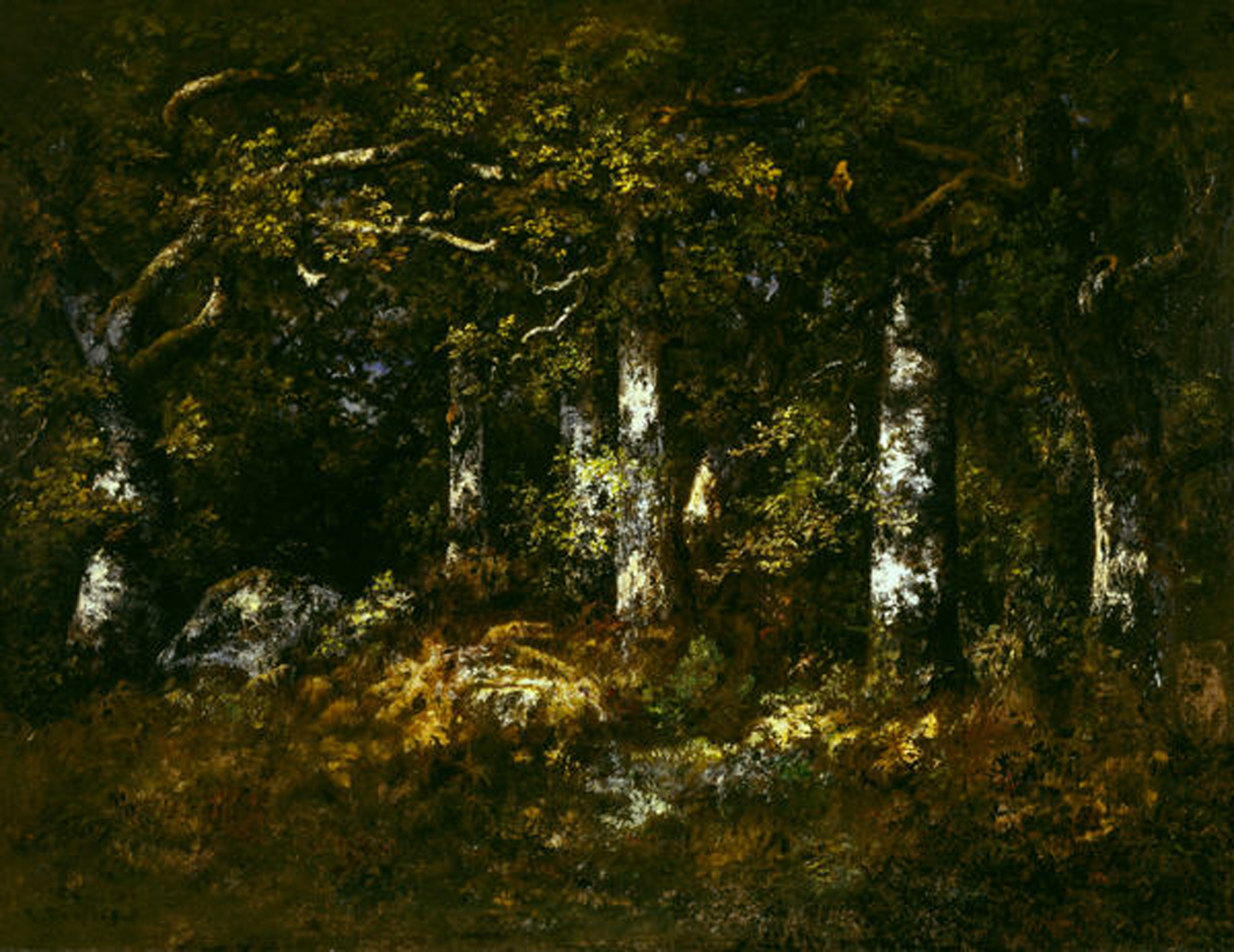
Forest of Fontainebleau, 1868, Dallas Museum of Art

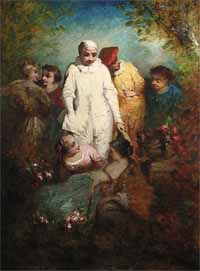
Díaz de la Peña, "Fête Champetre"

Narcisse Díaz nacque a Bordeaux da genitori spagnoli. A soli 10 anni rimase orfano, per cui fu trasferito nelle vicinanze di Sèvres, presso amici di sua madre. Fu proprio nelle vicinanze di tale località, a Meudon, che fu morso da un rettile e, malgrado i soccorsi fossero istantanei, fu necessario amputargli una gamba. La sua gamba di legno divenne famosa.
A quindici anni iniziò i suoi studi a Sèvres, inizialmente di decorazione e successivamente di pittura. Fortemente attratto dalla Turchia e dai paesaggi orientali, iniziò a dipingere immagini riccamente ispirate a costumi e colori orientali; molte di queste sue opere si sono conservate. Negli stessi anni passò molto tempo a contatto della scuola di Barbizon.
All'incirca nel 1831, Díaz incontrò Théodore Rousseau e sviluppò per lui una vera e propria venerazione. A Fontainebleau Díaz vide Rousseau dipingere paesaggi, con fantastiche foreste e decise di dipingere gli stessi soggetti. Rousseau non godeva tuttavia di una buona salute, cosa che lo rendeva piuttosto inasprito verso il mondo e, di conseguenza, era di difficile approccio. In una occasione, Díaz lo seguì di nascosto nella foresta e cercò di osservare il suo metodo di lavoro. Col tempo, Díaz riuscì a diventare amico di Rousseau, il quale, toccato dalle parole di estrema ammirazione, decise di rivelare le sue tecniche.
Díaz esibì molte opere al Salone di Parigi, nel 1851. Durante la Guerra Franco-Prussiana si trasferì a Bruxelles. Dopo il 1871 le sue opere divennero di moda e si alzò la stima dei collezionisti nei suoi riguardi. Le più belle immagini di Diaz sono le scene nella foresta e le tempeste, opere su cui si basa la sua fama . Diverse sue opere sono esposte al Louvre e alla Wallace Collection, Hertford House. Forse le opere più note di Diaz sono "La Fée aux Perles" (1857 al Louvre), "Tramonto nella foresta" (1868), "La Tempesta" e "La foresta di Fontainebleau" (1870 a Leeds). Un suo olio su tela, La vendemmia, è conservato a Napoli, alla Galleria dell'Accademia.
Narcisse Díaz non ebbe allievi noti, ma François Visconti ha mostrato una certa emulazione del suo lavoro e anche Léon Richet ha seguito marcatamente i suoi metodi di pittura. Per un periodo, Jean-François Millet dipinse piccole figure, a dichiarata imitazione di Díaz e poi soggetti popolari . Nel 1876, mentre era in visita alla tomba di suo figlio, Diaz si ammalò. Andò a Mentone, nel tentativo di guarire, ma il 18 novembre dello stesso anno trovò la morte. 
Nel 1881, gli è stata conferita, postuma, la Legion d'Onore.

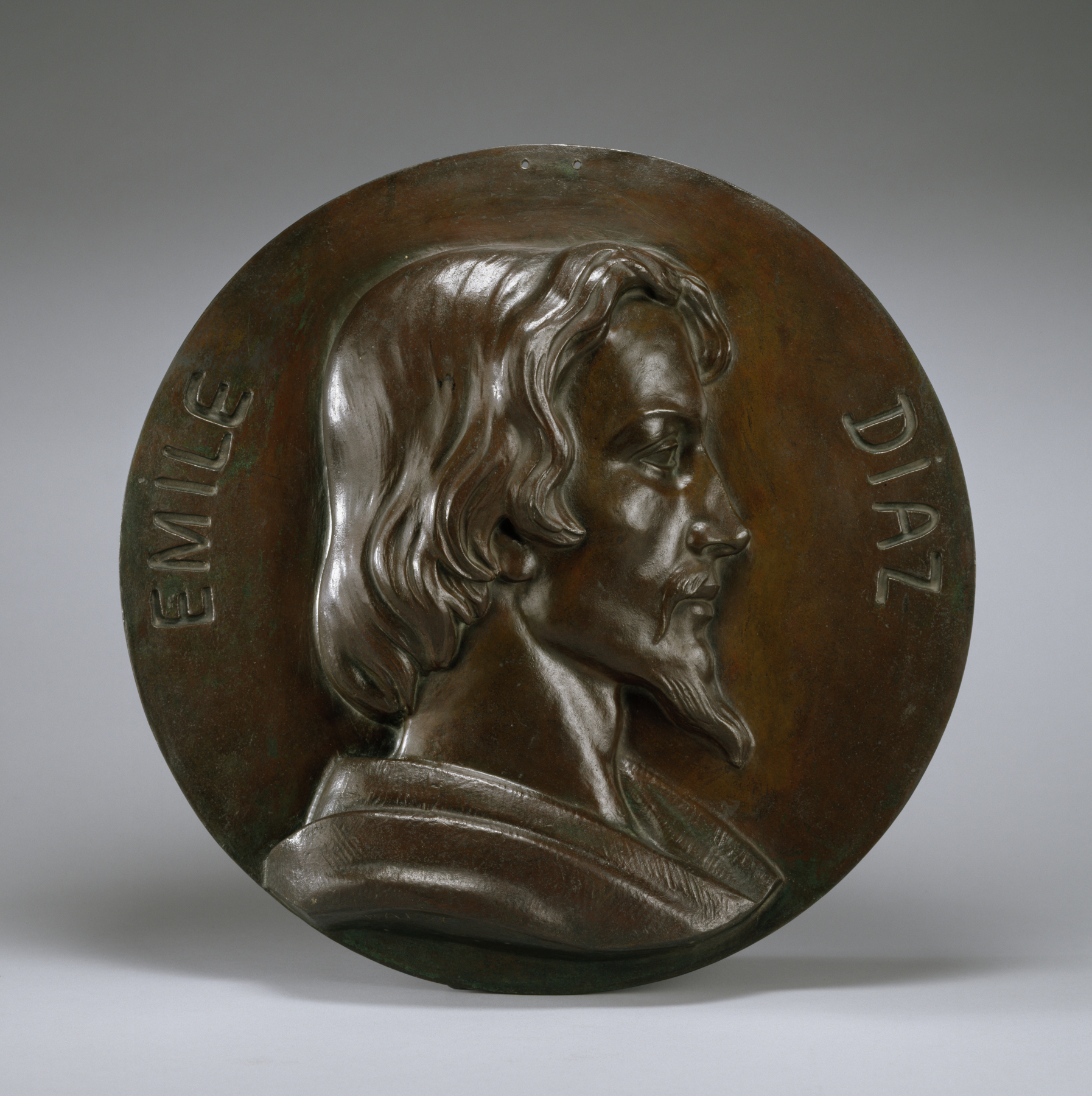
Medaglione raffigurante il figlio, Eugène-Émile Díaz

Il figlio di Díaz, Eugène-Émile (1837–1901), ebbe una discreta notorietà come compositore.